# SQUALL (松田聖子のアルバム)
『SQUALL』（スコール）は、松田聖子初のオリジナル・アルバム。1980年8月1日発売。発売元はCBS・ソニー。

## 概要
帯コピー：珊瑚の香り、青い風 いま、聖子の季節
デビュー曲でコマーシャルソングに使用された「裸足の季節」、2枚目にして大ヒット曲「青い珊瑚礁」を含む松田のファーストアルバム。大ヒットを記録した先行シングル2曲の影響を受けて、1枚目のアルバムにしてオリコンのLPチャートで2位を獲得した。
コンセプトに基づいた作品であり、夏の海辺や南国をイメージさせる曲でまとめられている。
アルバム収録曲の全てが単独の作曲家によって制作された作品は、セルフ・プロデュース開始（1992年）前のアルバムでは当作が唯一である。1992年以降では、原田真二が全作曲をした、『LOVE & EMOTION VOL.1』（2001年6月20日）・『LOVE & EMOTION VOL.2』（2001年11月28日）や、松田単独（小倉良との共作でない）の作曲による『Baby's breath』（2007年6月6日）などがある。
2014年9月25日、待望のSACD化（ハイブリッド盤）。企画、販売は株式会社ステレオサウンド。「松田聖子SACD化プロジェクト」第1弾としてアルバム「風立ちぬ」と同時発売された。オリジナル2トラックミックスダウンマスターに遡ってDSDマスタリングされている。この企画のスーパーバイザーである嶋護（しま・もり）は解説書の中で、「デビュー時からすでに確立されていた数々の声楽テクニックが惜しみなく披露されているのにも感嘆するばかり。他の歌手とは一線を画したドラマティックな歌唱を成立させていた」と称賛している。

## 収録曲

### レコード / CT
| 全作詞: 三浦徳子、全作曲: 小田裕一郎。 |                               |           |            |            |      |
| #                                      | タイトル                      | 作詞      | 作曲・編曲 | 編曲       | 時間 |
| 1.                                     | 「～南太平洋～ サンバの香り」 | 三浦徳子  | 小田裕一郎 | 信田かずお | 4:00 |
| 2.                                     | 「ブルーエンジェル」          | 三浦徳子  | 小田裕一郎 | 信田かずお | 3:00 |
| 3.                                     | 「SQUALL」                    | 三浦徳子  | 小田裕一郎 | 大村雅朗   | 3:47 |
| 4.                                     | 「トロピカル・ヒーロー」      | 三浦徳子  | 小田裕一郎 | 松井忠重   | 4:43 |
| 5.                                     | 「裸足の季節」                | 三浦徳子  | 小田裕一郎 | 信田かずお | 3:43 |
| 合計時間:                              | 合計時間:                     | 合計時間: | 19:13      |            |      |

| 全作詞: 三浦徳子、全作曲: 小田裕一郎。 |                                  |           |            |            |      |
| #                                      | タイトル                         | 作詞      | 作曲・編曲 | 編曲       | 時間 |
| 1.                                     | 「ロックンロール・デイドリーム」 | 三浦徳子  | 小田裕一郎 | 大村雅朗   | 4:26 |
| 2.                                     | 「クールギャング」               | 三浦徳子  | 小田裕一郎 | 松井忠重   | 3:44 |
| 3.                                     | 「青い珊瑚礁」                   | 三浦徳子  | 小田裕一郎 | 大村雅朗   | 3:38 |
| 4.                                     | 「九月の夕暮れ」                 | 三浦徳子  | 小田裕一郎 | 信田かずお | 3:09 |
| 5.                                     | 「潮騒」                         | 三浦徳子  | 小田裕一郎 | 大村雅朗   | 4:00 |
| 合計時間:                              | 合計時間:                        | 合計時間: | 18:57      |            |      |

## 楽曲解説

### Side A
1. ～南太平洋～ サンバの香り
2. ブルーエンジェル
本田美奈子が中学3年生のとき、オーディション番組『スター誕生!』（NTV系）の決戦大会で歌唱。しかし決戦大会では1社からもスカウトされなかった（このときの合格者は松本明子。松本も松田の「Summer Beach〜オレンジの香り〜」を歌唱している。また、他の決戦大会進出者に徳永英明もいた）。
3. SQUALL
アルバムタイトル曲。
4. トロピカル・ヒーロー
5. 裸足の季節
デビュー・シングルA面曲。

### Side B
1. ロックンロール・デイドリーム
2. クールギャング
3. 青い珊瑚礁
2枚目のシングルA面曲。第31回NHK紅白歌合戦 歌唱曲。
第53回 選抜高等学校野球大会 入場行進曲に選ばれた。
4. 九月の夕暮れ
5. 潮騒
SONY Night Square「松田聖子 夢で逢えたら」エンディング曲。

## クレジット
Producer: M.Wakamatsu(CBS/SONY) / Engineer: T.Suzuki, E.Uchinuma(Hadashi No Kisetsu) / Assistant Engineer: T.Ohshiro, H.Yoshikawa
Photographer: T.Mutoh / Designer: M.Yamada / Recording Date: June, July 1980 / Recording Place: CBS/SONY Shinanomachi St. No.1, No.3 / Special Thanks to Y.Oda, Y.Miura
| 1. ～南太平洋～ サンバの香り - Drums：広瀬徳志 - E.Bass：松本茂 - E.Guitar：今剛、松宮幹彦、松下誠 - Keyboards：信田かずお - Percussions：石井宏太郎 - Flute：旭孝、藤山明 - Trumpet：数原晋グループ - Strings：JOEグループ 2. ブルーエンジェル - Drums：広瀬徳志 - E.Bass：松本茂 - E.Guitar：今剛、松宮幹彦、松下誠 - Keyboards：信田かずお - Percussions：石井宏太郎 - T.Sax：斉藤清 - B.Sax：砂原俊三 - Chorus：小田裕一郎、信田かずお、松下誠 3. SQUALL - Drums：島村英二 - E.Bass：岡沢茂 - E.Guitar：松原正樹 - F.Guitar：笛吹利明 - Keyboards：大村雅朗、佐藤準 - Percussions：ペッカー - Trumpet：数原晋グループ - Trombone：新井英治グループ - Strings：多グループ 4. トロピカル・ヒーロー - Drums：武田光司 - E.Bass：松下英二 - E.Guitar：松原正樹、直居隆雄 - Keyboards：渋井博 - Percussions：中島御 - Flute：旭孝 - Strings：JOEグループ 5. 裸足の季節 - Drums：宮崎全弘 - E.Bass：高水健司 - E.Guitar：松下誠、三畑貞二 - Keyboards：信田かずお、井上鑑 - Percussions：鳴島英二 - Flute：藤山明 - F.Horn：中沢健二 - Strings：JOEグループ | 6. ロックンロール・デイドリーム - Drums：島村英二 - E.Bass：岡沢茂 - E.Guitar：松原正樹 - F.Guitar：笛吹利明 - Keyboards：佐藤準 - Percussions：ペッカー - Trumpet：数原晋グループ - Trombone：新井英治グループ - T.Sax：ジェイク・H・コンセプション - Chorus：梅垣達志、尾形道子、伊集加代子 7. クールギャング - Drums：武田光司 - E.Bass：松下英二 - E.Guitar：松原正樹、直居隆雄 - Keyboards：渋井博 - Percussions：中島御 - Trumpet：数原晋グループ - A.Sax：ジェイク・H・コンセプション - T.Sax：村岡健、三森一郎 - B.Sax：砂原俊三 - Strings：JOEグループ 8. 青い珊瑚礁 - Drums：宮崎全弘 - E.Bass：金田一昌吾 - E.Guitar：矢島賢 - F.Guitar：吉川忠英 - Keyboards：田代マキ、山田秀俊 - Chorus：バズ、尾形道子 - Strings：トマト 9. 九月の夕暮れ - Drums：広瀬徳志 - E.Bass：松本茂 - E.Guitar：今剛、松宮幹彦 - Keyboards：信田かずお - Percussions：石井宏太郎 - Strings：JOEグループ 10. 潮騒 - Drums：島村英二 - E.Bass：岡沢茂 - E.Guitar：松原正樹 - F.Guitar：笛吹利明 - Keyboards：大村雅朗 佐藤準 - Percussions：ペッカー - Chorus：梅垣達志、尾形道子、伊集加代子 - Strings：多グループ |

## 発売形態
| 形態            | 発売日         | 品番         | 発売元            | 備考 |
| --------------- | -------------- | ------------ | ----------------- | --- |
| LP              | 1980年08月01日 | 27AH-1032    | CBS/SONY          | |
| LP              | 1983年06月22日 | 30AH-1607    | CBS/SONY          | 【LP再発】マスターサウンド盤                                                                                                  |
| CT              | 1980年08月01日 | 27KH-844     | CBS/SONY          | |
| CT              | 1983年07月01日 | 33KH-1332    | CBS/SONY          | 【CT再発】メタル・マスターサウンド盤                                                                                          |
| CD              | 1983年12月21日 | 35DH-68      | CBS/SONY          | 【初CD化】3,500円盤、箱帯。                                                                                                   |
| CD              | 1987年11月21日 | 32DH-783     | CBS/SONY          | 【CD再発】3,200円/3,008円盤                                                                                                   |
| CD              | 1990年10月15日 | CSCL-1267    | CBS/SONY          | 【CD再発】CD選書盤 |
| CD              | 2006年07月19日 | SRCL-6301    | SONY RECORDS      | 【CD BOX】74枚組BOX SET『Seiko Matsuda』Disc.01として。 2006年リマスタリング、LPサイズジャケット、単独販売なし。              |
| Blu-spec CD+DVD | 2009年08月05日 | SRCL-20011/2 | SONY RECORDS      | 【CD再発】Blu-spec CD盤。2006年リマスタリング。DVDには「青い珊瑚礁」の80年代ライブ映像オリジナル・ミックスを収録。            |
| Blu-spec CD     | 2012年02月15日 | MHCL-20146   | SONY MUSIC DIRECT | 【CD再発】Blu-spec CD盤。「裸足の季節」と「青い珊瑚礁」のオリジナルカラオケを追加収録。初回限定盤はLPサイズ紙ジャケット仕様。 |
| Blu-spec CD2    | 2013年07月24日 | MHCL-30107   | SONY MUSIC DIRECT | |
| SACD            | 2014年09月25日 | SSMS001      | STEREO SOUND      | 【初SACD化】SACD HYBRID盤。2014年リマスタリング。                                                                             |

## 関連作品
- ～南太平洋～ サンバの香り 
  - SEIKO SUITE
  - エトランゼ
- ブルーエンジェル
  - SEIKO SUITE
- SQUALL　
  - 聖子・fragrance
  - Seiko・index
  - Seiko Box
  - Bible III
  - SEIKO SUITE
  - Another side of Seiko 27
  - SEIKO STORY〜80's HITS COLLECTION〜
  - SEIKO MEMORIES 〜Masaaki Omura Works〜
- 裸足の季節　
  - シングル「裸足の季節#関連作品」を参照されたい
- ロックンロール・デイドリーム　
  - SEIKO SUITE
- 青い珊瑚礁
  - シングル「青い珊瑚礁#関連作品」を参照されたい
- 潮騒　
  - Seaside 〜Summer Tales〜
  - SEIKO SUITE
  - SEIKO MEMORIES 〜Masaaki Omura Works〜

## 関連人物
- 大村雅朗
- 小田裕一郎
- 三浦徳子